# Vitellariopsis marginata
Vitellariopsis marginata là một loài thực vật có hoa trong họ Hồng xiêm. Loài này được (N.E.Br.) Aubrév. miêu tả khoa học đầu tiên năm 1963.